# Tessinerplatz

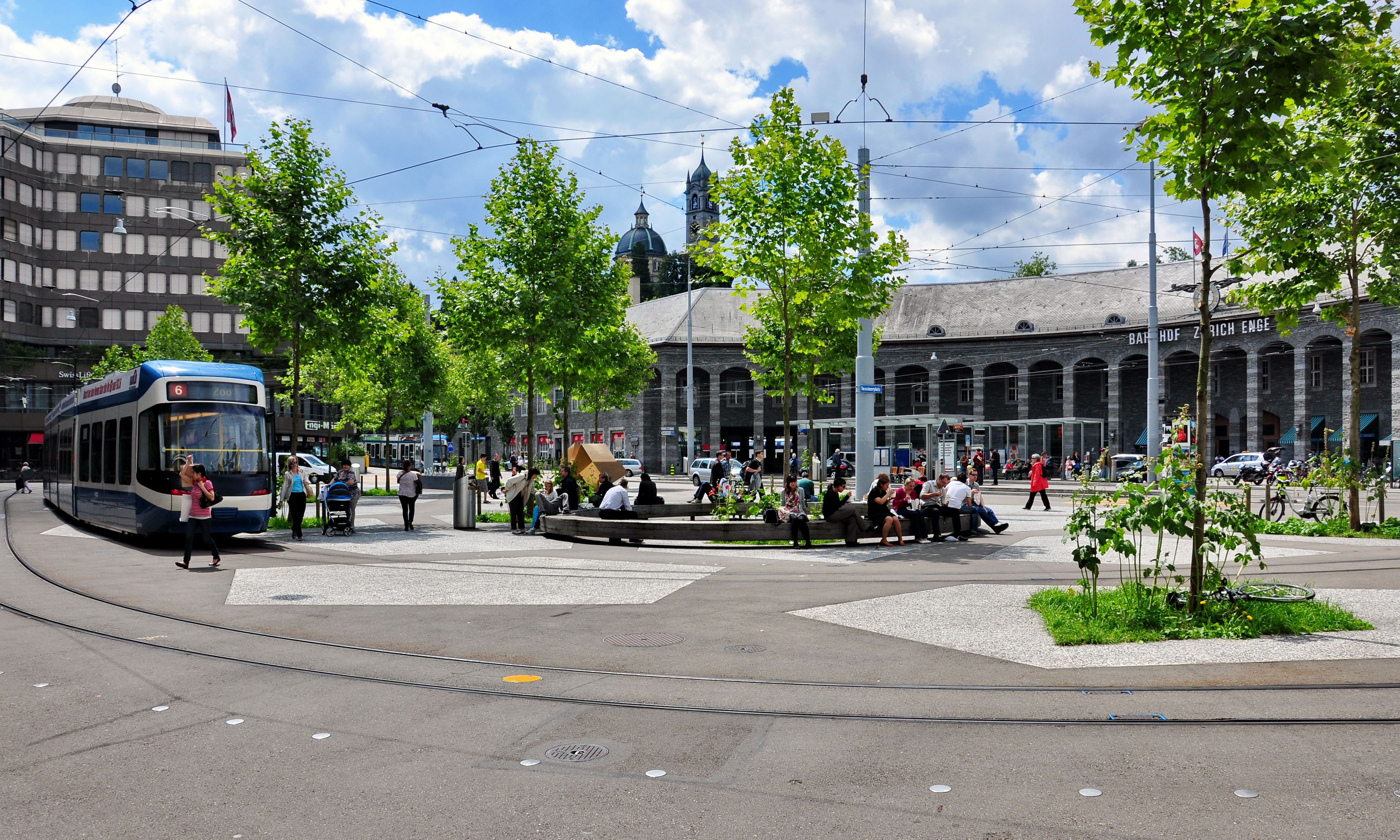
Tessinerplatz mit Bahnhof Enge im Hintergrund

Der Tessinerplatz ist ein Platz in der Stadt Zürich im Enge-Quartier. Er wird vom Bahnhof Enge abgeschlossen, der zwischen 1925 und 1927 aus Tessiner Granit gebaut wurde und für den davorliegenden Platz namensgebend war. Die Benennung des Platzes erfolgte anlässlich der 150-jährigen Zugehörigkeit des Kantons Tessin zur Schweizerischen Eidgenossenschaft im Jahre 1953.
Im Rahmen der Erneuerung und Neuordnung der Gleisanlagen der Verkehrsbetriebe Zürich wurde der Platz von 2005 bis 2006 umgestaltet. Seit 2006 ist der Tessinerplatz und das Bahnhofsgebäude Teil des städtischen Plan Lumière.

## Verkehr
Neben dem Individualverkehr wird der Tessinerplatz von den Trams der VBZ befahren. Die Tramhaltestelle Bahnhof Enge wird von den Tramlinien 5, 6 und 7 bedient.
Vor dem Bahnhofsgebäude liegt ein Taxistand.